# Colias eogene
Espèce
Colias eogene est un insecte lépidoptère de la famille des Pieridae, de la sous-famille des Coliadinae et du genre Colias.

## Dénomination
Colias eogene a été décrit par Cajetan Freiherr von Felder et Rudolf Felder en 1865.

### Sous-espèces
- Colias eogene eogene
- Colias eogene erythas (Grum-Grshimailo, 1890)
- Colias eogene elissa (Grum-Grshimailo, 1890)
- Colias eogene francesca (Watkins, 1927)
- Colias eogene shandura (Evans, 1926)[1].

### Nom vernaculaire
Colias eogene se nomme Fiery Clouded Yellow en anglais.

## Description
Colias eogene est un papillon au dessus de couleur orange avec une large bande marron le long du bord externe, marquée ou non d'une ligne de marques claires.

## Biologie
Colias eogene vole de juin à aout.

### Plantes hôtes
Les plantes hôtes de sa chenille sont des Astragalus.

## Écologie et distribution
Colias eogene est présent en Afghanistan et en Inde dans l’Himalaya.

### Biotope
Colias eogene réside en montagne entre 2 700 m et 4 200 m.

### Protection
Pas de statut de protection particulier.